# Zərbəli
Zərbəli è un comune dell'Azerbaigian situato nel distretto di Cəlilabad. Conta una popolazione di 388 abitanti.